# Toyota GR Corolla
Toyota GR Corolla (яп. トヨタ・GRカローラ, Хепберн: Toyota Jīāru Karōra) — високопродуктивний повноприводний варіант хетчбека компактного хетчбека Corolla серії E210. Автомобіль виробляється компанією Toyota за підтримки підрозділу Gazoo Racing (GR).

## Опис

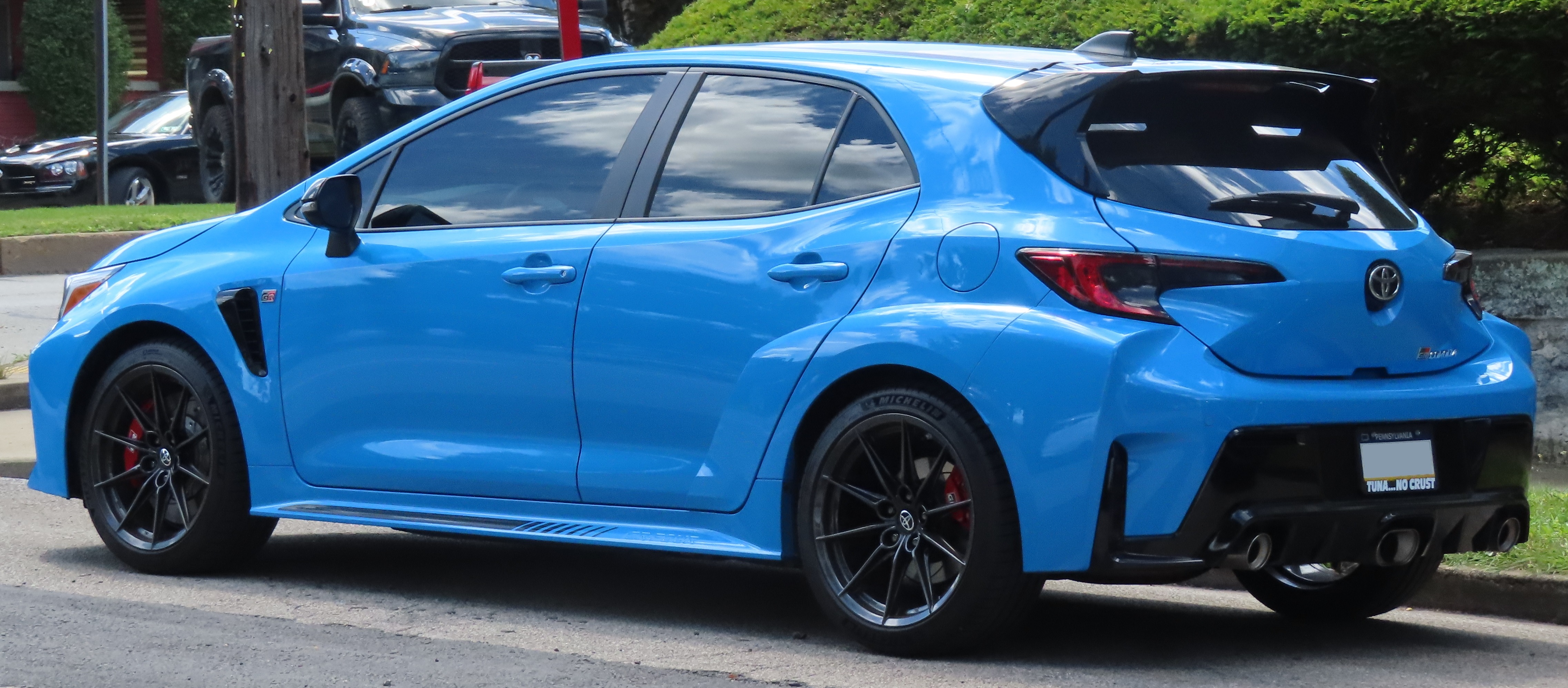
Toyota GR Corolla RZ

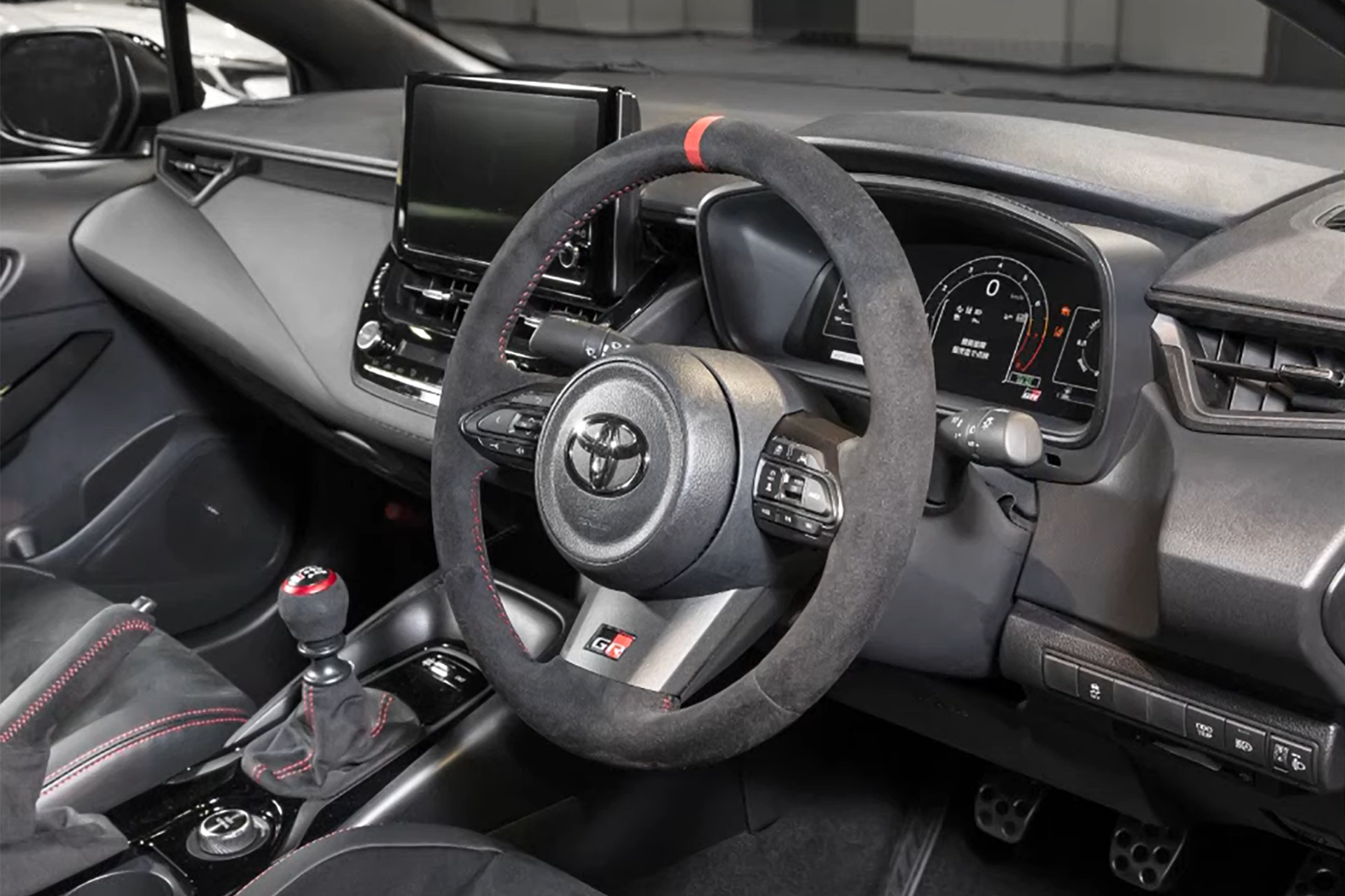

GR Corolla була представлена 31 березня 2022 року. GR Corolla створена в основному для ринку Північної Америки, оскільки Європа отримала GR Yaris (який не продається в Канаді та США). Обидва транспортні засоби збираються на «GR Factory» на заводі Motomachi, виробничій лінії, призначеній для транспортних засобів під маркою GR. Окрім Північної Америки, GR Corolla також продається в Японії та Таїланді (обмежено 9 одиницями), а пізніше буде продана в Австралії, Новій Зеландії та Бразилії.

## Двигун
- 1618 см3 G16E-GTS turbo I3 (GZEA14) 304 к.с. при 6500 об/хв 370 Нм при 3000-5550 об/хв